# Ибу Пертиви
Ибу Пертиви (рус. Мать-Земля) — персонификация Индонезии и Восточной Малайзии, аллегория Tanah Air (рус. земля и вода), родины индонезийцев. Начиная с доисторических времён племена Индонезийского архипелага поклонялись духам земли и природы как богине-матери, божеству природы. После принятия индуизма в начале I тысячелетия Ибу Пертиви отождествили с Притви, богиней-матерью земли, которая в результате получила имя Пертиви.
Ибу Пертиви часто встречается в индонезийских патриотических песнях и поэмах. Она несколько раз упомянута в песнях «Ибу Пертиви» и «Индонезия Пусака». В национальном гимне «Индонезия Райя» в строке «Jadi pandu ibuku» («Быть защитой родине») речь идёт об Ибу Пертиви. Несмотря на частое упоминание в песнях, изображения Ибу Пертиви встречаются редко.